# Onze-Lieve-Vrouw Bezoekingkapel (Gierle)

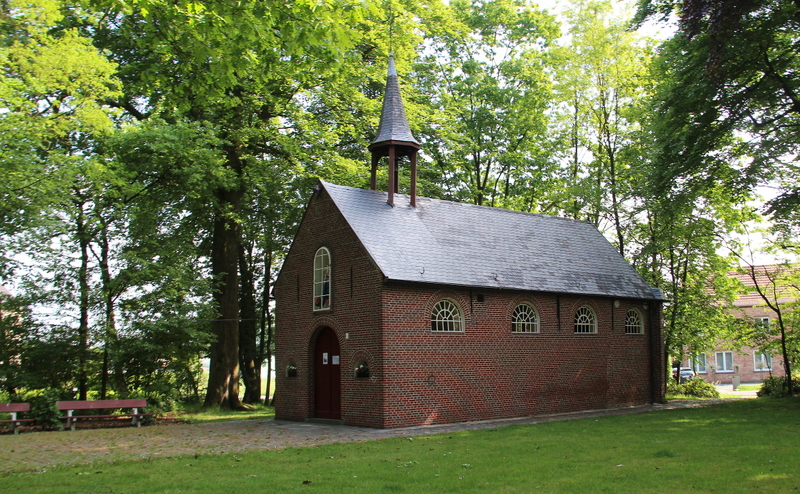
Onze-Lieve-Vrouw Bezoekingkapel

De Onze-Lieve-Vrouw Bezoekingkapel of Rooienkapel is een kapel in de tot de Antwerpse gemeente Lille behorende plaats Gierle, gelegen aan de Rooienkapel.

## Geschiedenis
De kapel zou al eind 16e eeuw zijn opgericht en hij was toen volledig omgracht. Mogelijk behoorde hij tot een schans. In de 19e eeuw werd de kapel naar het westen toe vergroot. In 1986 werd de kapel gerestaureerd.

## Gebouw
Het betreft een bakstenen kapel op rechthoekige plattegrond met driezijdig afgesloten koor. Het zadeldak draagt een dakruiter.
De westgevel is een puntgevel met vlechtingen. In een nis staat een Mariabeeld.
In het interieur bevindt zich een barokaltaar, vervaardigd door Wouter Neefs (eind 17e eeuw) met het altaarstuk Maria bezoekt Elisabeth door Theodoor Boeyermans van 1674. Enkele geschilderde houten engelen zijn eind 17e-eeuws.